# Cosmonova
Cosmonova es un grupo mexicano de rock/pop formado en el año 2002.
Se trata del proyecto alterno de Daniel Gutiérrez, vocalista de la agrupación capitalina La Gusana Ciega. Durante el tiempo en que La Gusana dejaron de tocar, Daniel decidió seguir con su carrera musical creando esta otra banda, en la que tenía libertad creativa total. Editó un disco homónimo en el 2003. Luis Ernesto Martínez, el ahora bajista de La Gusana, es también el bajista de Cosmonova.
Aun después del regreso de La Gusana, Daniel sigue tocando con Cosmonova de vez en cuando y de hecho tiene en la mira el lanzamiento de su segundo álbum.
En 2013, colabora junto a Denise "Lo Blondo" Gutiérrez vocalista de Hello Seahorse!, con el tema «Un millón», para la Banda sonora Original de la película Abolición de la Propiedad..
- Datos: Q5574399